# Moje Öholm
Mauritz (Moje) Öholm (21 december 1883 - 14 september 1954) was een Zweeds schaatser.
Moje Öholm werd tweemaal Europees kampioen allround. Zowel in 1907 op de ijsbaan van Davos als in 1908 op de Wörthersee nabij Klagenfurt-Viktring werd Öholm de beste van Europa.

## Resultaten
| Jaar | EK Allround | WK Allround |
| ---- | ----------- | ----------- |
| 1903 | (11)        | -           |
| 1904 | -           | -           |
| 1905 | (4)         | -           |
| 1906 | -           | -           |
| 1907 | Goud        | -           |
| 1908 | Goud        | Brons       |
| 1909 | Brons       | -           |

### Medaillespiegel
| Kampioenschap | Goud | Zilver | Brons |
| ------------- | ---- | ------ | ----- |
| EK Allround   | 2    | 0      | 1     |
| WK Allround   | 0    | 0      | 1     |

Onofficiële Europese kampioenschappen

1891: Onbeslist ·
1892: Onbeslist · 
1946: Göthe Hedlund 

Officiële Europese kampioenschappen

1893: Rudolf Ericson · 
1894: Onbeslist ·
1895: Alfred Næss · 
1896: Julius Seyler · 
1897: Julius Seyler · 
1898: Gustaf Estlander · 
1899: Peder Østlund · 
1900: Peder Østlund · 
1901: Rudolf Gundersen · 
1902: Johan Schwartz · 
1903: Onbeslist ·
1904: Rudolf Gundersen · 
1905: Johan Vikander · 
1906: Rudolf Gundersen · 
1907: Moje Öholm · 
1908: Moje Öholm · 
1909: Oscar Mathisen · 
1910: Nikolaj Stroennikov · 
1911: Nikolaj Stroennikov · 
1912: Oscar Mathisen · 
1913: Vasilij Ippolitov · 
1914: Oscar Mathisen · 
1922: Clas Thunberg · 
1923: Harald Strøm · 
1924: Roald Larsen · 
1925: Otto Polacsek · 
1926: Julius Skutnabb · 
1927: Bernt Evensen · 
1928: Clas Thunberg · 
1929: Ivar Ballangrud · 
1930: Ivar Ballangrud · 
1931: Clas Thunberg · 
1932: Clas Thunberg · 
1933: Ivar Ballangrud · 
1934: Michael Staksrud · 
1935: Karl Wazulek · 
1936: Ivar Ballangrud · 
1937: Michael Staksrud · 
1938: Charles Mathiesen · 
1939: Alfons Bērziņš · 
1947: Åke Seyffarth · 
1948: Reidar Liaklev · 
1949: Sverre Farstad · 
1950: Hjalmar Andersen · 
1951: Hjalmar Andersen · 
1952: Hjalmar Andersen · 
1953: Kees Broekman · 
1954: Boris Sjilkov · 
1955: Sigge Ericsson · 
1956: Jevgeni Grisjin · 
1957: Oleg Gontsjarenko · 
1958: Oleg Gontsjarenko · 
1959: Knut Johannesen · 
1960: Knut Johannesen · 
1961: Viktor Kositsjkin · 
1962: Robert Merkoelov · 
1963: Nils Egil Aaness · 
1964: Ants Antson · 
1965: Eduard Matoesevitsj · 
1966: Ard Schenk · 
1967: Kees Verkerk · 
1968: Fred Anton Maier · 
1969: Dag Fornæss · 
1970: Ard Schenk · 
1971: Dag Fornæss · 
1972: Ard Schenk · 
1973: Göran Claeson · 
1974: Göran Claeson · 
1975: Sten Stensen · 
1976: Kay Arne Stenshjemmet · 
1977: Jan Egil Storholt · 
1978: Sergej Martsjoek · 
1979: Jan Egil Storholt · 
1980: Kay Arne Stenshjemmet · 
1981: Amund Sjøbrend · 
1982: Tomas Gustafson · 
1983: Hilbert van der Duim · 
1984: Hilbert van der Duim · 
1985: Hein Vergeer · 
1986: Hein Vergeer · 
1987: Nikolaj Goeljajev · 
1988: Tomas Gustafson · 
1989: Leo Visser · 
1990: Bart Veldkamp · 
1991: Johann Olav Koss · 
1992: Falko Zandstra · 
1993: Falko Zandstra · 
1994: Rintje Ritsma · 
1995: Rintje Ritsma · 
1996: Rintje Ritsma · 
1997: Ids Postma · 
1998: Rintje Ritsma · 
1999: Rintje Ritsma · 
2000: Rintje Ritsma · 
2001: Dmitri Sjepel · 
2002: Jochem Uytdehaage · 
2003: Gianni Romme · 
2004: Mark Tuitert · 
2005: Jochem Uytdehaage · 
2006: Enrico Fabris · 
2007: Sven Kramer · 
2008: Sven Kramer · 
2009: Sven Kramer · 
2010: Sven Kramer · 
2011: Ivan Skobrev · 
2012: Sven Kramer · 
2013: Sven Kramer · 
2014: Jan Blokhuijsen · 
2015: Sven Kramer · 
2016: Sven Kramer · 
2017: Sven Kramer · 
2019: Sven Kramer · 
2021: Patrick Roest · 
2023: Patrick Roest · 
2025: Sander Eitrem